# Mlinarjev bajer (birt)
Mlinarjev bajer (birt) (nemščina: Baßgeigensee ali Müllnersee) je majhno jezero v Gurah v t.i. dolini Hodiških jezer (nem. Keutschacher Seental) na avstrijskem Koroškem vzhodno od Hodiškega jezera v občini Hodiše. Slovensko ime ima od bližnjega hišnega imena, nemško zaradi svoje oblike.
Skozi Mlinarjev bajer (birt) teče Vetrinjski potok (nemško Viktringerbach), ki mu rečejo v spodnjem toku slovensko Reka (ali nemško Rekabach) in ki nadaljuje svoj tok preko Rjavškega jezera v Jezernico in od tod v Glino. Zaradi močnega pretoka in majhne prostornine Mlinarjev bajer poleti še zdaleč ne dosega temperature vode sosednjih večjih jezer.
Jezero je del 2532 ha velikega pokrajinskega varstvenega območja  »Dolina Hodiških jezer« (nemško Keutschacher-See-Tal)  .

## Spletne povezave
- Bassgeigensee (Kärntner Institut für Seenforschung)